# Toshihiko Okimune
Toshihiko Okimune (Prefectura d'Hiroshima, Japó, 7 de setembre de 1959) és un exfutbolista japonès.

## Selecció japonesa
Toshihiko Okimune va disputar 2 partits amb la selecció japonesa.